# Real Betis Balompié 2013-2014
Questa voce raccoglie le informazioni del Betis Siviglia nelle competizioni ufficiali della stagione 2013-2014.

## Stagione
Il Betis Siviglia partecipa all'Europa League, partendo dal play-off, siccome il Málaga, classificatosi sesto appena davanti alla squadra andalusa la stagione precedente, non può partecipare alle competizioni europee a causa del mancato rispetto del fair play finanziario.
L'esordio ufficiale stagionale è al Santiago Bernabéu contro il Real Madrid e si traduce in una sconfitta ingenerosa per i Béticos, che hanno fatto una partita di personalità su un campo difficile ma che si devono arrendere dopo il gol di Isco a meno di cinque minuti dal termine. Uno dei protagonisti della partita è però l'ala del Betis Cedric Mabwati, che, autore di un'ottima prova, suscita l'attenzione per la curiosa cifra di un euro e venti centesimi per cui è stato acquistato, prezzo che rende il congolese l'acquisto meno costoso in Spagna. Il ventunenne ex-Numancia si rivela decisivo anche nel match valido per l'andata dei play-off di Europa League, andando a segnare il gol del finale 2-1 per il Betis, buon risultato tenendo conto che gli andalusi hanno giocato fuori casa. Il buon gioco del Betis prosegue anche nella seconda giornata di campionato, dove si imbatte nel Celta Vigo. Il club di Luis Enrique riesce però a imporsi al Benito Villamarín nonostante una buona prova dell'undici di Mel che non viene premiata dal punteggio e, anzi, ha segnato un gol nei minuti finali con l'avversario ridotto in dieci.
Nel ritorno dello spareggio di Europa League il Betis riscatta l'ultima prova di campionato al di sotto delle attese: il 6-0 inflitto ai cechi dello Jablonec rappresenta infatti la più larga vittoria in campo europeo per la squadra andalusa. Inoltre sono stati ben cinque i marcatori diversi della partita (l'altro gol a favore dei verdiblancos è stata un'autorete). In campionato il Betis fatica maggiormente a carburare e il primo punto viene ottenuto in casa dell'Espanyol a seguito di una sfida priva di emozioni. La giornata successiva arriva la prima vittoria in Liga contro il Valencia, a seguito di una partita controllata senza problemi (3-1) e grazie a una doppietta di Salva Sevilla.
Il 19 settembre seguente, il match d'esordio della fase a gironi dell'Europa League contro il Lione termina 0-0.

## Maglie e sponsor
Lo sponsor ufficiale del Betis Siviglia è il canale televisivo francese Canal+. Lo sponsor tecnico e fornitore ufficiale è Macron, mentre altri sponsor minori sono la Caixa, Coca-Cola, Cruzcampo, tecs e SEAT.

## Organigramma societario
Area direttiva
- Presidente: Miguel Guillén Vallejo[18]
- Vicepresidente: Pablo Gómez Falcón[19]
- Consiglieri: José Antonio Bosch Valero,[20] Fernando Criado Gª-Legaz,[21] Mª Isabel Simó Rodríguez,[22] León Lasa Fernández-Barrón,[23] Fernando Casas Pascual,[24] e Antonio J. Sánchez Pino[25]

Area organizzativa
- Segretario del consiglio: Manuel Domínguez Platas[26]

Area comunicazione
- Responsabile: Francisco Rubiales[27]

Area marketing
- Direttore area marketing, comunicazione e protocollo: Mercedes Galindo[27]

Area tecnica
- Direttore sportivo: Víctor Antequera
- Allenatore: Pepe Mel
Juan Carlos Garrido
Gabriel Calderón
- Allenatore in seconda: Roberto Ríos
- Preparatore dei portieri: David Relaño
- Preparatore atletico: David Gómez
- Magazzinieri: José Manuel Acuña e Javier Martín

Area sanitaria
- Responsabile settore medico: Tomás Calero
- Medico sociale: José María Montiel
- Fisioterapisti: José Manuel Pizarro, Manuel López e Manuel Alcantarilla Pedrosa
- Recupero infortunati: Fran Molano
- Podologo: Joaquín Pérez Rendón

## Rosa attuale
Rosa, ruoli e numerazione ricavati dal sito ufficiale del Real Betis Balompié. Aggiornata al 2 febbraio 2014.
| N. |                      | Ruolo | Calciatore       |
| -- | -------------------- | ----- | ---------------- |
| 1  | Danimarca (bandiera) | P     | Stephan Andersen |
| 1  | Spagna (bandiera)    | P     | Antonio Adán     |
| 2  | Spagna (bandiera)    | D     | Javi Chica       |
| 3  | Brasile (bandiera)   | D     | Paulão           |
| 4  | Spagna (bandiera)    | D     | Antonio Amaya    |
| 5  | Spagna (bandiera)    | C     | Javier Matilla   |
| 6  | Spagna (bandiera)    | C     | Xavi Torres      |
| 6  | Brasile (bandiera)   | A     | Léo Baptistão    |
| 7  | Spagna (bandiera)    | C     | Álvaro Vadillo   |
| 8  | Spagna (bandiera)    | C     | Nono             |
| 9  | Spagna (bandiera)    | A     | Chuli            |
| 10 | Spagna (bandiera)    | C     | Joan Verdú       |
| 11 | Spagna (bandiera)    | A     | Juanfran         |
| 12 | Spagna (bandiera)    | D     | Dídac Vilà       |
| 13 | Argentina (bandiera) | P     | Guillermo Sara   |
| 14 | Spagna (bandiera)    | C     | Salva Sevilla    |
| 15 | Polonia (bandiera)   | D     | Damien Perquis   |
| 16 | Uruguay (bandiera)   | A     | Braian Rodríguez |

| N. |                         | Ruolo | Calciatore              |
| -- | ----------------------- | ----- | ----------------------- |
| 17 | Spagna (bandiera)       | C     | Juan Carlos             |
| 18 | Germania (bandiera)     | C     | Markus Steinhöfer       |
| 18 | Senegal (bandiera)      | C     | Alfred N'Diaye          |
| 19 | Spagna (bandiera)       | A     | Jorge Molina            |
| 20 | Nigeria (bandiera)      | C     | Nosa Igiebor            |
| 21 | Cile (bandiera)         | C     | Lorenzo Reyes           |
| 22 | RD del Congo (bandiera) | C     | Cedric Mabwati          |
| 23 | Spagna (bandiera)       | D     | Nacho                   |
| 24 | Spagna (bandiera)       | A     | Rubén Castro            |
| 25 | Spagna (bandiera)       | D     | Jordi Figueras          |
| 35 | Spagna (bandiera)       | C     | Ignacio Abeledo Rute    |
| 36 | Spagna (bandiera)       | D     | José Caro               |
| 37 | Spagna (bandiera)       | A     | Juanma García           |
| 41 | Spagna (bandiera)       | P     | Pedro López Galisteo    |
| 42 | Spagna (bandiera)       | D     | Francisco Miguel Varela |
| 46 | Spagna (bandiera)       | C     | Dani Ceballos           |
| 47 | Spagna (bandiera)       | A     | Pepelu Vidal            |
| 49 | Argentina (bandiera)    | A     | Agustín Pastoriza       |

## Calciomercato

### Sessione estiva(dall'1/7 al 2/9)
L'operazione più importante del mercato del Betis è la cessione del centrocampista Beñat Etxebarria all'Athletic Bilbao per 8 milioni di euro.
Molta importanza assume però l'acquisto di Cedric Mabwati dopo la prima giornata di Liga. Infatti l'ala congolese gioca un'ottima partita contro il Real Madrid e viene perciò fatto il paragone tra i milionari acquisti della squadra della capitale iberica e l'euro e venti centesimi sborsato dal Betis per Cedric.
| Acquisti | Acquisti          | Acquisti          | Acquisti                                     |
| R.       | Nome              | da                | Modalità                                     |
| -------- | ----------------- | ----------------- | -------------------------------------------- |
| C        | Salvador Agra     | Siena             | fine prestito                                |
| A        | Jonathan Pereira  | Villarreal        | fine prestito                                |
| C        | Javier Matilla    | Real Murcia       | fine prestito                                |
| A        | Ezequiel Calvente | Friburgo          | fine prestito                                |
| A        | Juanfran          | svincolato        |                                              |
| C        | Joan Verdú        | svincolato        |                                              |
| P        | Stephan Andersen  | svincolato        |                                              |
| C        | Cedric Mabwati    | Numancia          | definitivo (1,20 €)                          |
| A        | Chuli             | Recreativo Huelva | definitivo (800.000 €)                       |
| C        | Lorenzo Reyes     | Huachipato        | definitivo (900.000 €)                       |
| P        | Guillermo Sara    | Atlético Rafaela  | prestito con diritto di riscatto (250.000 €) |
| D        | Markus Steinhöfer | svincolato        |                                              |
| D        | Jordi Figueras    | Club Bruges       | definitivo (?)                               |
| A        | Braian Rodríguez  | Huachipato        | definitivo (1 mln €)                         |
| D        | Dídac Vilà        | Milan             | prestito                                     |
| A        | Vincenzo Rennella | svincolato        |                                              |
| C        | Xavi Torres       | Getafe            | definitivo (2,8 mln €)                       |

| Cessioni | Cessioni                       | Cessioni          | Cessioni               |
| R.       | Nome                           | a                 | Modalità               |
| -------- | ------------------------------ | ----------------- | ---------------------- |
| C        | Guillermo Molins               | Anderlecht        | fine prestito          |
| A        | Dorlan Pabón                   | Parma             | fine prestito          |
| A        | Joel Campbell                  | Arsenal           | fine prestito          |
| C        | Rubén Pérez del Mármol         | Atlético Madrid   | fine prestito          |
| A        | Jonathan Pereira               | Villarreal        | prestito               |
| P        | Fabricio Agosto Ramírez        |                   | svincolato             |
| P        | Casto Espinosa                 |                   | svincolato             |
| P        | Adrián San Miguel del Castillo |                   | svincolato             |
| C        | José Alberto Cañas             |                   | svincolato             |
| C        | Beñat Etxebarria               | Athletic Bilbao   | definitivo (8 mln €)   |
| C        | Alejandro Pozuelo              | Swansea City      | definitivo (500.000 €) |
| A        | Ezequiel Calvente              | Recreativo Huelva | prestito               |
| C        | Salvador Agra                  | Braga             | prestito               |
| D        | Ángel López                    |                   | svincolato             |
| A        | Vincenzo Rennella              | Lugo              | prestito               |
| D        | Pedro Mario Álvarez Abrante    |                   | svincolato             |
| D        | Álex Martínez                  | Real Murcia       | prestito               |
| P        | Fabri                          |                   | svincolato             |

### Sessione invernale(dal 3/1 al 31/1)
| Acquisti | Acquisti       | Acquisti        | Acquisti                     |
| R.       | Nome           | da              | Modalità                     |
| -------- | -------------- | --------------- | ---------------------------- |
| A        | Salvador Agra  | Braga           | fine prestito                |
| A        | Léo Baptistão  | Atlético Madrid | prestito oneroso (1,6 mln €) |
| P        | Antonio Adán   | svincolato      |                              |
| C        | Alfred N'Diaye | Sunderland      | prestito                     |

| Cessioni | Cessioni          | Cessioni        | Cessioni              |
| R.       | Nome              | a               | Modalità              |
| -------- | ----------------- | --------------- | --------------------- |
| A        | Salvador Agra     | Académica       | prestito              |
| D        | Markus Steinhöfer | Monaco 1860     | definitivo (80.000 €) |
| P        | Stephan Andersen  | Go Ahead Eagles | prestito              |

## Risultati

### Primera División

#### Girone d'andata
| Arbitro: | Jesús Gil Manzano (Comitato estremegno) |

|                      |           |            |
| Benzema 25’ Isco 86’ | Marcatori | 14’ Molina |

| Arbitro: | Eduardo Prieto Iglesias (Comitato navarro) |

|            |           |                        |
| Castro 88’ | Marcatori | 67’ Charles 73’ Nolito |

| Barcellona 1º settembre 2013, ore 17:00 CEST 3ª giornata | Espanyol                                                  | 0 – 0 referto | Real Betis | El Prat (23.810 spett.)\| Arbitro: \| José Luis González González (Comitato castiglianoleonese) \| |
| Arbitro:                                                 | José Luis González González (Comitato castiglianoleonese) |               |            | |

| Arbitro: | Javier Estrada Fernández (Comitato catalano) |

|                            |           |              |
| Molina 9’ Sevilla 22’, 35’ | Marcatori | 66’ R. Costa |

| Siviglia 22 settembre 2013, ore 12:00 CEST 5ª giornata | Real Betis                                    | 0 – 0 referto | Granada | Benito Villamarín (34.000 spett.)\| Arbitro: \| Miguel Angel Ayza Gámez (Comitato valenciano) \| |
| Arbitro:                                               | Miguel Angel Ayza Gámez (Comitato valenciano) |               |         |                                                                                                  |

| Arbitro: | Ignacio Iglesias Villanueva (Comitato galiziano) |

|                        |           |            |
| de Marcos 72’ San José | Marcatori | 61’ Molina |

| Arbitro: | Carlos Delgado Ferreiro (Comitato basco) |

|          |           |  |
| Nosa 36’ | Marcatori |  |

| Arbitro: | Alfonso Javier Alvarez Izquierdo (Comitato catalano) |

|                              |           |                 |
| P. León 15’, 22’ Colunga 27’ | Marcatori | 51’ (aut.) Rafa |

| Arbitro: | Carlos Velasco Carballo (Comitato madrileno) |

|            |           |                    |
| Molina 41’ | Marcatori | 29’ Manu 34’ Fidel |

| Arbitro: | Juan Martínez Munuera (Comitato valenciano) |

|                                                   |           |  |
| Ó. Torres 1’ Villa 53’, 56’ D. Costa 65’ Gabi 90’ | Marcatori |  |

| Siviglia 31 ottobre 2013, ore 22:00 CET 11ª giornata | Real Betis                                             | 0 – 0 referto | Levante | Benito Villamarín (26.661 spett.)\| Arbitro: \| Alejandro Hernández Hernández (Comitato di Las Palmas) \| |
| Arbitro:                                             | Alejandro Hernández Hernández (Comitato di Las Palmas) |               |         | |

| Arbitro: | Alberto Undiano Mallenco (Comitato navarro) |

|                                    |           |                              |
| Santa Cruz 13’ Eliseu 61’ Samu 90’ | Marcatori | 33’ Verdú 63’ Jordi Figueras |

| Arbitro: | José Luis González González (Comitato castiglianoleonese) |

|              |           |                                        |
| Molina 90+2’ | Marcatori | 35’ Neymar 36’ Pedro 62’, 78’ Fàbregas |

| Arbitro: | Javier Estrada Fernández (Comitato catalano) |

|                                          |           |  |
| Bacca 3’ M'Bia 44’ Vitolo 59’ Iborra 88’ | Marcatori |  |

| Arbitro: | José Antonio Teixeira Vitienes (Comitato cantabro) |

|                     |           |                     |
| Amaya 27’ Verdú 82’ | Marcatori | 52’, 90+2’ A. Bueno |

| Arbitro: | Antonio Mateu Lahoz (Comitato valenciano) |

|                                                             |           |            |
| Agirretxe 5’, 67’ Ansotegui 55’ Griezmann 62’ X. Prieto 85’ | Marcatori | 19’ Molina |

| Arbitro: | Juan Martínez Munuera (Comitato valenciano) |

|  |           |          |
|  | Marcatori | 3’ Azeez |

| Valladolid 4 gennaio 2014, ore 18:00 CET 18ª giornata | Real Valladolid                              | 0 – 0 referto | Real Betis | José Zorrilla (14.178 spett.)\| Arbitro: \| Carlos Velasco Carballo (Comitato madrileno) \| |
| Arbitro:                                              | Carlos Velasco Carballo (Comitato madrileno) |               |            |                                                                                             |

| Arbitro: | Fernando Teixeira Vitienes (Comitato cantabro) |

|            |           |                                  |
| Molina 79’ | Marcatori | 2’ Torres 56’ (aut.) J. Figueras |

#### Girone di ritorno
| Arbitro: | Ignacio Iglesias Villanueva (Comitato galiziano) |

|  |           |                                                             |
|  | Marcatori | 10’ C. Ronaldo 25’ Bale 44’ Benzema 60’ Di María 89’ Morata |

| Arbitro: | Alejandro Hernández Hernández (Comitato di Las Palmas) |

|                                          |           |                 |
| Orellana 21’, 38’ Charles 30’ Nolito 72’ | Marcatori | 16’, 78’ Castro |

| Arbitro: | César Muñiz Fernández (Comitato asturiano) |

|                 |           |  |
| Castro 71’, 88’ | Marcatori |  |

| Arbitro: | Javier Estrada Fernández (Comitato catalano) |

|                                                      |           |  |
| Mathieu 41’ Alcácer 44’, 68’ Feghouli 62’ Vargas 78’ | Marcatori |  |

| Arbitro: | José Antonio Teixeira Vitienes (Comitato cantabro) |

|          |           |  |
| Piti 30’ | Marcatori |  |

| Arbitro: | Jesús Gil Manzano (Comitato estremegno) |

|  |           |                           |
|  | Marcatori | 33’ Muniain 80’ Guillermo |

| Arbitro: | Ignacio Iglesias Villanueva (Comitato galiziano) |

|           |           |            |
| Bruno 70’ | Marcatori | 84’ Castro |

| Arbitro: | Alberto Undiano Mallenco (Comitato navarro) |

|                    |           |  |
| Léo 15’ Castro 38’ | Marcatori |  |

| Elche 16 marzo 2014, ore 12:00 CET 28ª giornata | Elche                                                | 0 – 0 referto | Real Betis | Martínez Valero (29.125 spett.)\| Arbitro: \| Alfonso Javier Alvarez Izquierdo (Comitato catalano) \| |
| Arbitro:                                        | Alfonso Javier Alvarez Izquierdo (Comitato catalano) |               |            | |

| Arbitro: | Javier Estrada Fernández (Comitato catalano) |

|  |           |                       |
|  | Marcatori | 58’ Gabi 64’ D. Costa |

| Arbitro: | César Muñiz Fernández (Comitato asturiano) |

|          |           |                                   |
| Diop 25’ | Marcatori | 12’ Sevilla 68’ Molina 78’ Castro |

| Arbitro: | Antonio Miguel Mateu Lahoz (Comitato valenciano) |

|           |           |                          |
| Reyes 29’ | Marcatori | 83’ Juanmi 87’ S. Darder |

| Arbitro: | Eduardo Prieto Iglesias (Comitato navarro) |

|                                       |           |            |
| Messi 14’, 85’ J. Figueras 66’ (aut.) | Marcatori | 68’ Castro |

| Arbitro: | Carlos Velasco Carballo (Comitato madrileno) |

|  |           |                  |
|  | Marcatori | 29’, 81’ Gameiro |

| Arbitro: | Alejandro Hernández Hernández (Comitato di Las Palmas) |

|                                            |           |           |
| Rochina 14’ Paulão 26’ (aut.) Larrivey 51’ | Marcatori | 79’ Chica |

| Arbitro: | Miguel Angel Ayza Gámez (Comitato valenciano) |

|  |           |          |
|  | Marcatori | 48’ Vela |

| Arbitro: | Ignacio Iglesias Villanueva (Comitato galiziano) |

|                                   |           |                           |
| Ó. Díaz 51’ Vidal 77’ Azeez 90+3’ | Marcatori | 58’ Rodríguez 70’ Sevilla |

| Arbitro: | Alfonso Javier Alvarez Izquierdo (Comitato catalano) |

|                                                 |           |                            |
| Rodríguez 5’ Molina 53’ Castro 76’ Juanfran 90’ | Marcatori | 1’, 58’ J. Guerra 51’ Peña |

| Arbitro: | Juan Martínez Munuera (Comitato valenciano) |

|                        |           |           |
| O. Riera 11’ Acuña 14’ | Marcatori | 70’ Chica |

### Coppa del Re

#### Sedicesimi di finale
| Arbitro: | Carlos Delgado Ferreiro (Comitato basco) |

|           |           |                      |
| Milla 56’ | Marcatori | 26’ Verdú 42’ Molina |

| Arbitro: | Alberto Undiano Mallenco (Comitato navarro) |

|                     |           |                       |
| Paulão 5’ Amaya 10’ | Marcatori | 38’ Monforte 55’ Mata |

#### Ottavi di finale
| Arbitro: | Alfonso Javier Alvarez Izquierdo (Comitato catalano) |

|            |           |  |
| Castro 41’ | Marcatori |  |

| Arbitro: | Carlos Del Cerro Grande (Comitato madrileno) |

|               |           |  |
| Rico 22’, 76’ | Marcatori |  |

### UEFA Europa League

#### Turni preliminari

##### Play-off
| Arbitro: | Alexandru Dan Tudor |

|           |           |                       |
| Kopic 43’ | Marcatori | 21’ Molina 86’ Cedric |

| Arbitro: | Aleksei Nikolaev |

|                                                                                  |           |  |
| Castro 18’ Beneš 28’ (aut.) Matilla 50’ Molina 57’ Rodríguez 73’ Xavi Torres 81’ | Marcatori |  |

#### Fase a gironi
| Siviglia 19 settembre 2013, ore 21:05 CEST 1ª giornata - Gruppo I | Real Betis         | 0 – 0 referto | Olympique Lione | Benito Villamarín (27.000 spett.)\| Arbitro: \| Stefan Johannesson \| |
| Arbitro:                                                          | Stefan Johannesson |               |                 |                                                                       |

| Arbitro: | Serhij Bojko |

|           |           |            |
| Benko 10’ | Marcatori | 14’ Cedric |

| Arbitro: | Michael Koukoulakis |

|             |           |  |
| Vadillo 50’ | Marcatori |  |

| Arbitro: | Paolo Silvio Mazzoleni |

|  |           |             |
|  | Marcatori | 90+4’ Chuli |

| Arbitro: | Andre Marriner |

|           |           |  |
| Gomis 66’ | Marcatori |  |

| Siviglia 12 dicembre 2013, ore 21:05 CET 6ª giornata - Gruppo I | Real Betis     | 0 – 0 referto | Rijeka | Benito Villamarín (14.556 spett.)\| Arbitro: \| Danny Makkelie \| |
| Arbitro:                                                        | Danny Makkelie |               |        |                                                                   |

|                   | OLY | BET | VGU | RIJ |
| Lione             |     | 1-0 | 1-1 | 1-0 |
| Betis Siviglia    | 0-0 |     | 1-0 | 0-0 |
| Vitória Guimarães | 1-2 | 0-1 |     | 4-0 |
| Rijeka            | 1-1 | 1-1 | 0-0 |     |

| Squadra           | P.ti | G | V | P | S | GF | GS | DG |
| ----------------- | ---- | - | - | - | - | -- | -- | -- |
| Olympique Lione   | 12   | 6 | 3 | 3 | 0 | 6  | 3  | +3 |
| Real Betis        | 9    | 6 | 2 | 3 | 1 | 3  | 2  | +1 |
| Vitória Guimarães | 5    | 6 | 1 | 2 | 3 | 6  | 5  | +1 |
| Rijeka            | 4    | 6 | 0 | 4 | 2 | 2  | 7  | -5 |

  Olympique Lione e   Real Betis qualificate ai sedicesimi di finale di UEFA Europa League 2013-2014 rispettivamente come prima e seconda del girone I.

#### Fase a eliminazione diretta

##### Sedicesimi di finale
| Arbitro: | Serge Gumienny |

|            |           |                     |
| D. Vilà 3’ | Marcatori | 74’ (rig.) Erëmenko |

| Arbitro: | Michael Oliver |

|  |           |                     |
|  | Marcatori | 45’ Nono 64’ Castro |

##### Ottavi di finale
| Arbitro: | Cüneyt Çakır |

|  |           |                           |
|  | Marcatori | 15’ Baptistão 77’ Sevilla |

| Arbitro: | Pedro Proença |

|                                      |                      |                                       |
|                                      | Marcatori            | 20’ Reyes 75’ Bacca                   |
| R. Castro Sevilla Amaya N'Diaye Nono | Tiri di rigore 3 – 4 | Vitolo Coke Gameiro A. Moreno Rakitić |

## Statistiche
Tutte le statistiche aggiornate al 18 maggio 2014, a stagione finita.

### Statistiche di squadra
| Competizione       | Punti | In casa | In casa | In casa | In casa | In casa | In casa | In trasferta | In trasferta | In trasferta | In trasferta | In trasferta | In trasferta | Totale | Totale | Totale | Totale | Totale | Totale | DR  |
| Competizione       | Punti | G       | V       | N       | P       | Gf      | Gs      | G            | V            | N            | P            | Gf           | Gs           | G      | V      | N      | P      | Gf     | Gs     | DR  |
| ------------------ | ----- | ------- | ------- | ------- | ------- | ------- | ------- | ------------ | ------------ | ------------ | ------------ | ------------ | ------------ | ------ | ------ | ------ | ------ | ------ | ------ | --- |
| Primera División   | 25    | 19      | 5       | 3       | 11      | 19      | 31      | 19           | 1            | 4            | 14           | 17           | 47           | 38     | 6      | 7      | 25     | 36     | 78     | -42 |
| Coppa del Re       | -     | 2       | 1       | 1       | 0       | 3       | 2       | 2            | 1            | 0            | 1            | 2            | 3            | 4      | 2      | 1      | 1      | 5      | 5      | 0   |
| UEFA Europa League | 9     | 6       | 2       | 3       | 1       | 8       | 3       | 6            | 4            | 1            | 1            | 8            | 3            | 12     | 6      | 4      | 2      | 16     | 6      | -3  |
| Totale             | -     | 27      | 8       | 7       | 12      | 30      | 36      | 27           | 6            | 5            | 16           | 27           | 53           | 54     | 14     | 12     | 28     | 57     | 89     | -32 |

### Statistiche dei giocatori
In corsivo i giocatori che hanno lasciato la squadra a stagione già iniziata.
| Giocatore     | Primera División | Primera División | Primera División | Primera División | Coppa di Spagna | Coppa di Spagna | Coppa di Spagna | Coppa di Spagna | Europa League | Europa League | Europa League | Europa League | Totale   | Totale | Totale      | Totale     |
| Giocatore     | Presenze         | Reti             | Ammonizioni      | Espulsioni       | Presenze        | Reti            | Ammonizioni     | Espulsioni      | Presenze      | Reti          | Ammonizioni   | Espulsioni    | Presenze | Reti   | Ammonizioni | Espulsioni |
| ------------- | ---------------- | ---------------- | ---------------- | ---------------- | --------------- | --------------- | --------------- | --------------- | ------------- | ------------- | ------------- | ------------- | -------- | ------ | ----------- | ---------- |
| I. Abeledo    | -                | -                | -                | -                | 1               | 0               | 0               | 0               | -             | -             | -             | -             | 1        | 0      | 0           | 0          |
| A. Adán       | 17               | -31              | 1                | 0                | -               | -               | -               | -               | 4             | -3            | 1             | 0             | 21       | -34    | 2           | 0          |
| S. Andersen   | 7                | -21              | 0                | 0                | 2               | -1              | 0               | 0               | 6             | -2            | 0             | 0             | 15       | -24    | 0           | 0          |
| A. Amaya      | 24               | 1                | 11               | 0                | 2               | 1               | 1               | 0               | 6             | 0             | 0             | 0             | 32       | 2      | 12          | 0          |
| L. Baptistão  | 17               | 1                | 3                | 0                | 1               | 0               | 0               | 0               | 3             | 1             | 0             | 0             | 21       | 2      | 3           | 0          |
| J. Carlos     | 20               | 0                | 4                | 1                | 2               | 0               | 0               | 0               | 4             | 0             | 0             | 0             | 26       | 0      | 4           | 1          |
| J. Caro       | 4                | 0                | 0                | 0                | 2               | 0               | 0               | 0               | 3             | 0             | 1             | 0             | 9        | 0      | 1           | 0          |
| R. Castro     | 25               | 10               | 4                | 0                | 3               | 1               | 0               | 0               | 6             | 2             | 0             | 0             | 34       | 13     | 4           | 0          |
| D. Ceballos   | 1                | 0                | 0                | 0                | -               | -               | -               | -               | -             | -             | -             | -             | 1        | 0      | 0           | 0          |
| Cedric        | 23               | 0                | 5                | 1                | 1               | 0               | 0               | 0               | 11            | 2             | 2             | 0             | 35       | 2      | 7           | 1          |
| J. Chica      | 25               | 2                | 9                | 1                | 2               | 0               | 0               | 0               | 1             | 0             | 0             | 0             | 28       | 2      | 9           | 1          |
| Chuli         | 11               | 0                | 2                | 0                | 3               | 0               | 0               | 0               | 8             | 1             | 1             | 0             | 22       | 1      | 3           | 0          |
| J. Figueras   | 25               | 1                | 5                | 0                | 2               | 0               | 0               | 0               | 9             | 0             | 3             | 0             | 36       | 1      | 8           | 0          |
| C. García     | 0                | 0                | 0                | 0                | -               | -               | -               | -               | 0             | 0             | 0             | 0             | 0        | 0      | 0           | 0          |
| Juanma García | 3                | 0                | 0                | 0                | -               | -               | -               | -               | -             | -             | -             | -             | 3        | 0      | 0           | 0          |
| Juanfran      | 34               | 1                | 2                | 0                | 3               | 0               | 0               | 0               | 11            | 0             | 1             | 0             | 48       | 1      | 3           | 0          |
| P. López      | 1                | -0               | 0                | 0                | -               | -               | -               | -               | 0             | -0            | 0             | 0             | 1        | -0     | 0           | 0          |
| J. Matilla    | 23               | 0                | 8                | 0                | 1               | 0               | 0               | 0               | 2             | 1             | 0             | 0             | 26       | 1      | 8           | 0          |
| J. Molina     | 32               | 9                | 4                | 0                | 4               | 1               | 0               | 0               | 7             | 2             | 2             | 0             | 43       | 12     | 6           | 0          |
| J. Montoya    | 0                | -0               | 0                | 0                | -               | -               | -               | -               | -             | -             | -             | -             | 0        | -0     | 0           | 0          |
| Nacho         | 16               | 0                | 2                | 0                | 3               | 0               | 1               | 0               | 5             | 0             | 1             | 0             | 24       | 0      | 4           | 0          |
| A. N'Diaye    | 16               | 0                | 5                | 0                | -               | -               | -               | -               | 4             | 0             | 0             | 0             | 20       | 0      | 5           | 0          |
| Nono          | 22               | 0                | 10               | 1                | 3               | 0               | 2               | 0               | 7             | 1             | 4             | 0             | 32       | 1      | 16          | 1          |
| Nosa          | 12               | 1                | 3                | 0                | -               | -               | -               | -               | 5             | 0             | 1             | 0             | 17       | 1      | 4           | 0          |
| A. Pastoriza  | 1                | 0                | 0                | 0                | -               | -               | -               | -               | -             | -             | -             | -             | 1        | 0      | 0           | 0          |
| Paulão        | 20               | 0                | 4                | 1                | 2               | 1               | 1               | 0               | 2             | 0             | 0             | 0             | 24       | 1      | 5           | 1          |
| D. Perquis    | 13               | 0                | 4                | 1                | 1               | 0               | 0               | 0               | 8             | 0             | 2             | 0             | 22       | 0      | 6           | 1          |
| J. Pozo       | 0                | 0                | 0                | 0                | -               | -               | -               | -               | -             | -             | -             | -             | 0        | 0      | 0           | 0          |
| J. Ramírez    | 0                | 0                | 0                | 0                | -               | -               | -               | -               | -             | -             | -             | -             | 0        | 0      | 0           | 0          |
| L. Reyes      | 26               | 1                | 8                | 1                | 4               | 0               | 1               | 0               | 9             | 0             | 1             | 0             | 39       | 1      | 10          | 1          |
| B. Rodríguez  | 12               | 2                | 4                | 1                | -               | -               | -               | -               | 3             | 1             | 0             | 0             | 15       | 3      | 4           | 1          |
| S. Rodríguez  | -                | -                | -                | -                | -               | -               | -               | -               | 0             | 0             | 0             | 0             | 0        | 0      | 0           | 0          |
| G. Sara       | 15               | -26              | 1                | 0                | 2               | -4              | 1               | 0               | 2             | -1            | 0             | 0             | 19       | -31    | 2           | 0          |
| S. Sevilla    | 21               | 4                | 8                | 0                | 4               | 0               | 0               | 0               | 9             | 1             | 1             | 0             | 34       | 5      | 9           | 0          |
| M. Steinhöfer | 3                | 0                | 0                | 0                | 1               | 0               | 0               | 0               | 6             | 0             | 2             | 0             | 10       | 0      | 2           | 0          |
| X. Torres     | 10               | 0                | 5                | 0                | 1               | 0               | 0               | 0               | 6             | 1             | 1             | 0             | 17       | 1      | 6           | 0          |
| Á. Vadillo    | 21               | 0                | 3                | 0                | 1               | 0               | 1               | 0               | 5             | 1             | 1             | 0             | 27       | 1      | 5           | 0          |
| F. Varela     | 0                | 0                | 0                | 0                | -               | -               | -               | -               | 1             | 0             | 0             | 0             | 1        | 0      | 0           | 0          |
| J. Verdú      | 20               | 2                | 1                | 0                | 3               | 1               | 0               | 0               | 7             | 0             | 1             | 0             | 30       | 3      | 2           | 0          |
| P. Vidal      | -                | -                | -                | -                | -               | -               | -               | -               | 1             | 0             | 0             | 0             | 1        | 0      | 0           | 0          |
| D. Vilà       | 12               | 0                | 2                | 0                | 2               | 0               | 0               | 0               | 6             | 1             | 1             | 0             | 20       | 1      | 3           | 0          |

## Giovanili

### Organigramma societario
Area direttiva
- Direttore generale: Luis Fradua[95]

Area tecnica - Betis B
- Team manager: Álex Mohand
- Allenatore: Óscar Cano Moreno
- Allenatori in seconda: Guillermo Fernández Romo e Juan Gutiérrez
- Preparatore dei portieri: David Relaño
- Preparatore atletico: Fran Toribio
- Magazziniere: Manuel Caballero

Area tecnica - Juvenil A
- Allenatore: Juanmi Puentenueva
- Allenatore in seconda: Francisco Puentenueva
- Preparatore atletico: José Antonio Asián

Area tecnica - Juvenil B
- Allenatore: Jaime Quesada
- Allenatore in seconda: Julio García
- Preparatore atletico: David Fenoy

Area tecnica - Cadete A
- Allenatore: Gustavo Sánchez
- Allenatore in seconda: José M. Mora
- Preparatore atletico: Carlos Ferrete

Area tecnica - Cadete B
- Allenatore: Miguel Ángel Caro
- Allenatore in seconda: Juan Manuel León
- Preparatore atletico: Fernando Pareja

Area tecnica - Infantil A
- Allenatore: Pedro Morillas
- Allenatore in seconda: Antonio Sevillano
- Preparatore atletico: Álex Arráez

Area tecnica - Infantil B
- Allenatore: José Luis Mena
- Allenatore in seconda: Jesús Capitán
- Preparatore atletico: Juan Bautista

Area sanitaria
- Medico Betis B: José Manuel Álvarez
- Fisioterapisti Betis B: Juan Antonio Boza e Alejandro Fernández

### Piazzamenti
- Betis B:
  - Segunda División B 2013-2014:
- Juvenil A:
  - Campionato:
- Juvenil B:
  - Campionato:
- Cadete A:
  - Campionato:
- Cadete B:
  - Campionato:
- Infantil A:
  - Campionato:
- Infantil B:
  - Campionato: